# Валя-Маре (деревня, Васлуй)
Валя-Маре (рум. Valea Mare)— деревня, расположенная в жудеце Васлуй в Румынии. Административно подчинена городу Негрешти.

## География
Деревня расположена в 284 км к северу от Бухареста, 28 км к северо-западу от Васлуя, 39 км к югу от Ясс.

## Население
По данным переписи населения 2002 года в селе проживали 919 человек.

### Национальный состав
| Национальность | Кол-во человек | Процент |
| -------------- | -------------- | ------- |
| Румыны         | 919            | 100 %   |

### Родной язык
| Язык       | Кол-во человек | Процент |
| ---------- | -------------- | ------- |
| Румынский  | 918            | 99,9 %  |
| Не указано | 1              | 0,01 %  |